# Dan Green
Dan Green (Detroit, 26 de novembre de 1952 - agost de 2023) va ser un il·lustrador estatunidenc de còmics, que va treballar com a entintador principalment des de principis dels anys setanta. Sovint va proporcionar l'art acabat després de rebre esbossos d'artistes com John Romita Sr., John Romita Jr., John Byrne, John Buscema, Sal Buscema, Marc Silvestri, George Pérez, Keith Giffen, Gene Colan, Jack Kirby, Steve Ditko, Carmine Infantino, Al Williamson, Bernie Wrightson i Keith Pollard.

## Vida i carrera
Dan Green va néixer a Detroit, Michigan el 26 de novembre de 1952. Va tenir una llarga carrera com a entintador, treballant des de mitjans de la dècada de 1970 fins a l'actualitat, incloent llargues etapes a Spider-Man, Doctor Strange, Uncanny X-Men, Wolverine i Hulk per a Marvel Comics i Justice League of America per a DC.
Green va coescriure i va proporcionar il·lustracions en aquarel·la per a la novel·la gràfica Doctor Strange: Into Shamballa per a Marvel el 1986. També va proporcionar cobertes per a números d'Amazing High Adventure i un número de Gargoyle per a Marvel el 1985.
L'any 2001, una col·lecció d'obres d'Edgar Allan Poe titulada The Raven & Other Poems & Tales (Bulfinch Press) va incloure 20 de les seves il·lustracions a llapis. Green vivia a l'estat de Nova York, a la vall d'Hudson, a la zona de New Paltz.
Green va morir l'agost de 2023, a l'edat de 70 anys després d'una llarga malaltia.